# Малтнома (округ)
Округ Малтнома (англ. Multnomah County) располагается в штате Орегон, США. Образован в 1854 году. По состоянию на 2012 год, численность населения составляла 759 256 человек.

## География
По данным Бюро переписи США, общая площадь округа равняется 1206,941 км2, из которых 1126,651 км2 суша и 77,700 км2 или 6,530 % это водоёмы.

### Соседние округа
Худ-Ривер, Клакамас, Вашингтон, Колумбия.
В штате Вашингтон: Кларк, Скамейния.

## Население
По данным переписи населения 2000 года в округе проживает 660 486 жителей в составе 272 098 домашних хозяйств и 152 102 семей. Плотность населения составляет 586,00 человек на км2. На территории округа насчитывается 288 561 жилых строений, при плотности застройки около 256,00-ти строений на км2. Расовый состав населения: белые — 79,16 %, афроамериканцы — 5,67 %, коренные американцы (индейцы) — 1,03 %, азиаты — 5,70 %, гавайцы — 0,35 %, представители других рас — 4,03 %, представители двух или более рас — 4,07 %. Испаноязычные составляли 7,51 % населения независимо от расы.
В составе 26,50 % из общего числа домашних хозяйств проживают дети в возрасте до 18 лет, 40,90 % домашних хозяйств представляют собой супружеские пары проживающие вместе, 10,80 % домашних хозяйств представляют собой одиноких женщин без супруга, 44,10 % домашних хозяйств не имеют отношения к семьям, 32,50 % домашних хозяйств состоят из одного человека, 8,60 % домашних хозяйств состоят из престарелых (65 лет и старше), проживающих в одиночестве. Средний размер домашнего хозяйства составляет 2,37 человека, и средний размер семьи 3,03 человека.

### Возрастной состав
Возрастной состав округа:22,30 % моложе 18 лет, 10,30 % от 18 до 24, 33,80 % от 25 до 44, 22,50 % от 45 до 64 и 11,10 % от 65 и старше. Средний возраст жителя округа 35 лет. На каждые 100 женщин приходится 98,00 мужчин. На каждые 100 женщин старше 18 лет приходится 96,10 мужчин.

### Средний доход
Средний доход на домохозяйство в округе составлял 41 278 USD, на семью — 51 118 USD. Среднестатистический заработок мужчины был 36 036 USD против 29 337 USD для женщины. Доход на душу населения составлял 22 606 USD. Около 8,20 % семей и 12,70 % общего населения находились ниже черты бедности, в том числе — 15,40 % молодежи (тех, кому ещё не исполнилось 18 лет) и 9,80 % тех, кому было уже больше 65 лет.